# Zola Predosa
Pour les articles homonymes, voir Zola (homonymie).

Zola Predosa (Zôla Predåusa en dialecte bolonais) est une commune italienne de la ville métropolitaine de Bologne, dans la région Émilie-Romagne.

## Géographie
La commune de Zola Predosa est située entre 45 et 444 mètres d’altitude sur la rive gauche du fleuve Lavino, à 10 km à l’ouest de Bologne, sur la route nationale SS569 qui mène à Bazzano (11 km) et Vignola (MO, 19 km). La cité est également desservie par la ligne de chemin de fer Bologne-Vognola. L’autoroute A1 Milan-Florence se trouve à quelques kilomètres.

Grandes villes voisines : 
– Bologne : 10 km ;
– Modène : 32 km ;
– Milan : 193 km ;
– Florence : 80 km.

## Histoire
En 1805, dans le plan de regroupement des petites communes et du partage en districts du département du Reno, élaboré par le gouvernement napoléonien du royaume d'Italie, la commune de Zola Predosa fut insérée dans le canton de Bazzano à l’intérieur du district de Bologne.
En 1810, Zola fut compris dans la canton et le district de Bologne. Avec la restauration l’État pontifical sur Bologne, la commune de Zola, avec la localité de Gesso, fut à la tête du podestat de Anzola dell'Emilia sous le gouvernement de Bologne. 

## Monuments et lieux d’intérêt
– le Palazzo Albergati : palais baroque de la famille Albergati, du milieu du XVIIe siècle ;
– le musée Cà La Ghironda : collection d’art moderne et contemporain de peinture et sculpture.

## Économie
Activité traditionnelle autour de l’agriculture et l’élevage. L’industrie mécanique est présente dans de nombreuses petites entreprises (cycle et motocycle) qui profitent de la proximité de Bologne pour les travaux de sous-traitance.

## Administration
| Période                                  | Période  | Identité        | Étiquette          | Qualité |
| ---------------------------------------- | -------- | --------------- | ------------------ | ------- |
| 22/06/2009                               | En cours | Stefano Fiorini | parti démocratique |         |
| Les données manquantes sont à compléter. |          |                 |                    |         |

### Hameaux
Gessi, Gesso, Ponte Ronca, Riale, Rivabella, Madonna dei Prati di Tomba, Lavino, Tombe

### Communes limitrophes
Anzola dell'Emilia (7 km), Bologne (11 km), Casalecchio di Reno (5 km), Crespellano (7 km), Monte San Pietro (4 km), Sasso Marconi (10 km)

## Population

### Évolution de la population en janvier de chaque année
| 1861  | 1901  | 1921  | 1951  | 1961  | 1971   | 1981   | 1991   | 2001   |
| ----- | ----- | ----- | ----- | ----- | ------ | ------ | ------ | ------ |
| 4 343 | 6 039 | 7 597 | 7 849 | 7 311 | 12 262 | 14 988 | 15 665 | 15 965 |

| 2011   | - | - | - | - | - | - | - | - |
| ------ | - | - | - | - | - | - | - | - |
| 18 221 | - | - | - | - | - | - | - | - |

### Ethnies et minorités étrangères
Selon les données de l’Institut national de statistique (ISTAT) au 1er janvier 2011 la population étrangère résidente et déclarée était de 1 343 personnes, soit 7,3 % de la population résidente.
Les nationalités majoritairement représentatives étaient :
| Pos. | Pays        | Population |
| ---- | ----------- | ---------- |
| 1    | Roumanie    | 279        |
| 2    | Maroc       | 176        |
| 3    | Albanie     | 132        |
| 3    | Moldavie    | 79         |
| 5    | Philippines | 71         |
| 6    | Ukraine     | 49         |

## Personnalités liées à Zola Predosa
- Francesco Francia (1450-1517), peintre et graveur
- Francesco Albergati Capacelli (1728-1804), écrivain

## Jumelage
- Timrå (Suède)